# Les Aventures de Tom Pouce
Pour les articles homonymes, voir Tom Pouce (homonymie).
Pour plus de détails, voir Fiche technique et Distribution.
Les Aventures de Tom Pouce (Tom Thumb) est un film anglo-américain réalisé par George Pal et sorti en 1958.

## Synopsis
Il était une fois et autrefois, un bûcheron surnommé « l’intègre » qui donnait les premiers coups de hache à un magnifique chêne de la forêt lorsque la reine de celle-ci lui apparut afin qu’il épargne son arbre. En échange, elle exaucera trois vœux du bûcheron et de sa femme. Mais le couple dépense bêtement ses trois souhaits à cause d’un plat de choux et de saucisse. Leur rêve de toujours est d’avoir un enfant « même aussi petit qu’un pouce » qui profiterait de cette chambre garnie de jouets qu’ils ont aménagée en espérant en vain. La reine de la forêt, pas avare, leur réserve une surprise. Au petit matin, un minuscule garçon frappe à leur porte : c’est leur fils adoptif, Tom Pouce…

## Fiche technique
- Titre original : Tom Thumb
- Titre français : Les Aventures de Tom Pouce
- Réalisation : George Pal
- Scénario : Ladislas Fodor, d'après l'œuvre des frères Grimm
- Direction artistique : Elliot Scott
- Costumes : Olga Lehmann
- Maquillages : Charles E. Parker
- Coiffures : Hilda Fox
- Photographie : Georges Périnal, assisté de Denys Coop
- Effets spéciaux : Tom Howard
- Animation : Wah Chang, Gene Warren
- Son : John Bramall
- Montage : Frank Clarke
- Musique : Ken Jones, Douglas Gamley
- Direction musicale : Muir Mathieson
- Chorégraphie : Alex Romero
- Pays d’origine :  États-Unis,  Royaume-Uni
- Langue : anglais
- Production : George Pal
- Sociétés de production : MGM (États-Unis), Galaxy Pictures Limited (Royaume-Uni)
- Sociétés de distribution : MGM, Paramount Pictures, Les Films du Barbue Bis
- Format : couleur - 35 mm - 1.85:1 - son monophonique (Westrex Recording System)
- Genre : Film musical et fantastique
- Durée : 92 minutes
- Dates de sortie :
  - États-Unis : 22 décembre 1958
  - Royaume-Uni : 24 décembre 1958
  - France : 18 mars 1959
- Classification :
  - États-Unis : PG
  - France (CNC) : tous publics, art et essai (visa no 21928 délivré le 26 février 1959)

## Distribution
Légende : VF : voix parlée / voix chantée
- Russ Tamblyn (VF : Maurice Sarfati) : Tom Pouce
- Alan Young (VF : Philippe Mareuil / Guy Severyns) : Woody (Ulysse en VF)
- June Thorburn : la reine de la forêt
- Terry-Thomas : Ivan
- Peter Sellers (VF : Roger Carel) : Anthony (Antoine en VF)
- Bernard Miles : Jonathan (Augustin en VF), le père
- Jessie Matthews (VF : Hélène Tossy) : Ann (Anna en VF), la mère
- Ian Wallace (VF : Dominique Tirmont / Idem) : le cordonnier
- Peter Butterworth (VF : Henry Djanik) : le maître de chapelle
- Peter Bull : le crieur de rue
- Dal McKennon : Con-Fu-Shon (voix)
- Stan Freberg :  « Yawning Man »  (« Vieil Endormi » en VF)

## Chansons du film
- Tom Thumb's Tune, paroles et musique de Peggy Lee
  - After All These Years, paroles de Janice Torre et musique de Fred Spielman, interprétée par Norma Zimmer (voix chantée de Jessie Matthews)[2]
- Talented Shoes, paroles de Janice Torre et musique de Fred Spielman
- The Yawning Song, paroles de Kermit Goell et musique de Fred Spielman, interprétée par Stan Freberg
- Are You a Dream, paroles et musique de Peggy Lee

## Distinctions

### Récompenses
- Oscars 1959 : Meilleurs effets visuels pour Tom Howard

### Nominations
- Golden Globes 1959 : Meilleur film musical ou de comédie
- Laurel Awards 1959 : 
  - Meilleur film
  - Meilleur acteur dans un film musical pour Russ Tamblyn
- Writers Guild of America Awards 1959 : Meilleur scénario d'un film musical américain pour Ladislas Fodor
- BAFA 1959 : Meilleur acteur britannique pour Terry-Thomas

## Production
Le tournage a eu lieu de mi-octobre 1957 à mi-février 1958 aux studios MGM de Borehamwood et Elstree (Royaume-Uni ainsi qu'en extérieurs à Eindhoven (Pays-Bas) et au Mexique pour quelques arrières-plans).

## Analyse

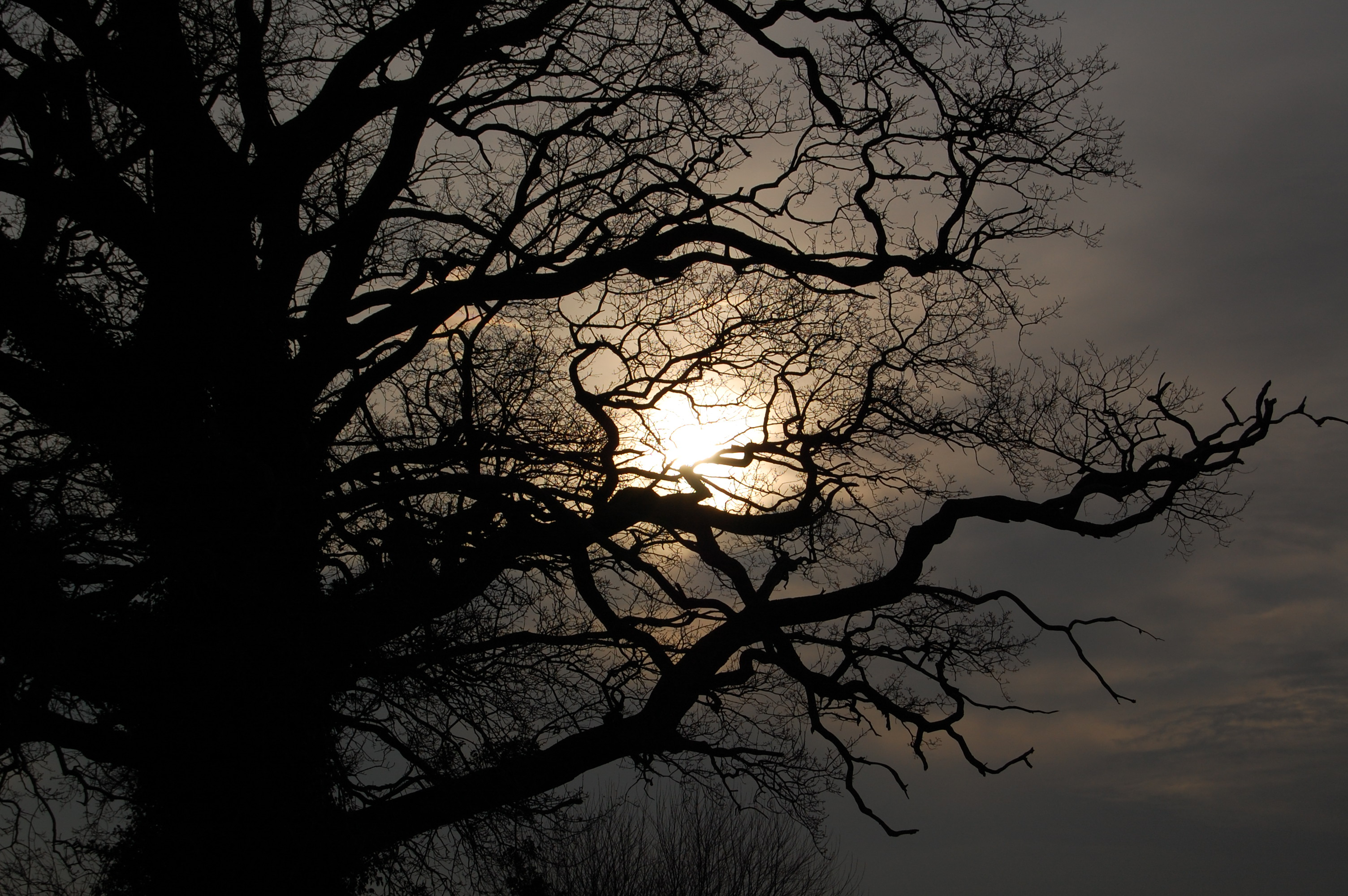
Le chêne, début du conte…

Le film fourmille d’idées et d’un foisonnement de couleurs chatoyantes dues au directeur français de la photo Georges Périnal. L’humour est omniprésent et les deux méchants n’effrayeront pas les tout-petits contrairement à beaucoup de contes de fée qui leur sont souvent déconseillés à cause de représentations terrifiantes du mal. Les scènes de batailles entre méchants et gentils sont hilarantes grâce aux ingénieux bruitages sans doute puisés dans les comics des années 1950 : les « boiiiiinnnggg », « wizzzz », « vlooop » chers à Gainsbourg titillent le gros ventre et le postérieur du vilain Anthony (Peter Sellers, futur inspecteur Clouseau de La Panthère rose) comme les « splatch », « crack », « bang » qui estourbissent son acolyte Ivan (Terry-Thomas, futur « Big Moustache » de La Grande Vadrouille). Leur tandem rappelle celui de Laurel et Hardy. La musique et les chansons, omniprésentes sont étonnantes par leur diversité : valse, jazz voire mambo.
Mais la direction enchantée de George Pal est fortement amplifiée par les prouesses du héros, Tom Pouce, alias Russ Tamblyn (futur Riff, « chef des Jets », de West Side Story). Devenu roux pour la circonstance, Russ incarne un farfadet à la fois malicieux et naïf et c’est le vrai délice du film. Débutant au cinéma à 14 ans, il semble rompu à toutes les disciplines. La chorégraphie où il danse avec son double en papier est un grand moment d’anthologie du cinéma (ou de bonheur). Chanteur, danseur, acrobate, on s’attend à voir Russ s’envoler comme Peter Pan, mais il ne l’imitera pas. La magie opère grâce à son seul talent (sans trucage) ; il est un Tom Pouce poétique, pur esprit d’avant le numérique, tour à tour âme bondissante insufflant la vie à ses jouets ou enfant rêveur s’assoupissant au chant de « Vieil Endormi » (voix de Stan Freberg) qui, lui, malgré tous ses efforts, ne réussira pas à endormir le spectateur…

## Vidéographie
- 2000 : Tom Thumb, DVD  région 1, Warner Home Video.